# استان کوانگ نین
استان کوانگ نین (به لاتین: Quảng Ninh Province) یک استان در ویتنام است که در ویتنام واقع شده‌است.

## خصوصیات
استان کوانگ نین ۶٬۱۰۲٫۳ کیلومترمربع مساحت و ۱٬۱۷۷٬۲۰۰ نفر جمعیت دارد.